# Häme (Kommunikation)
Häme beschreibt einen kommunikativen Akt, der sich auf den Schaden einer anderen Person bezieht. Dieser Schaden tritt unabhängig vom Orator (strategischer Kommunikator der Häme) ein, wird aber von diesem als verdient angesehen. Der Orator der Häme erfreut sich am Schaden seines Gegenübers. Die Diffamierung des Gegenübers und die eigene Profilierung ist Ziel der Häme. Somit ist die Häme eine Verhaltensweise und keine Emotion. Häme ist eine Kombination aus Schadenfreude, Besserwisserei und Sadismus.

## Begriffsgeschichte
Im Mittelhochdeutschen bedeutete hem(i)sch „versteckt“, „boshaft“ oder „hinterhältig“, was eine Weiterentwicklung des ebenfalls mittelhochdeutschen Wortes hem war („zu schaden trachtend“, „aufsässig“). Hem gehörte wohl im Sinne von „verhüllt“ oder „versteckt“ zum mittelhochdeutschen Wort ham(e) „Hülle“. Später dann, in der Phase des Frühneuhochdeutsch, haben sich die Worte „heimisch“, „heimlich“ und „hämisch“ vermischt.
In anderen europäischen Sprachen existieren Begriffe wie „malice“ (englisch), „malicia“ (spanisch) oder „malveillance“ (französisch), die sich mit Boshaftigkeit, Tücke oder eben auch Häme übersetzen lassen. Das Präfix „mal“ (zu Deutsch „schlecht“) ist zwar in keiner der deutschen Übersetzungen vorhanden, dennoch ist das „Schlechte“ allen Übersetzungen inhärent.

## Häme als Kommunikationsverfahren
Häme kann sowohl eine Sprechhandlung (Sprechakt) als auch ein Kommunikationsverfahren sein. Unter Kommunikationsverfahren ist „die Art der Verarbeitung des Kommunikationsgegenstandes im Dienste einer übergeordneten Absicht (Intention, Zielstellung) zu verstehen“. Mit Sprechakt ist ein einzelner Satz gemeint. Auf solche einzelnen Sätze bezieht sich der Volksmund, wenn er von Häme spricht. Als Kommunikationsverfahren wird Häme genutzt, um ein übergeordnetes Ziel zu erreichen. Beispielsweise soll das Gegenüber erniedrigt werden, um sich selbst zu profilieren, oder die Häme wird genutzt, um Zusammengehörigkeit durch Ausgrenzung zu schaffen. Gleichzeitig ist der Sprechakt Häme keiner strategischen Vorgehensweise untergeordnet. Daraus folgt, dass sich der Sprechakt auf den intentionalen Aspekt einer einzelnen hämischen Äußerung bezieht, hingegen das Kommunikationsverfahren auf den weiterreichenden operationalen Aspekt.

## Bedingungen für Häme

### Ausgangssituation
Der hämische Orator (Hämiker) und sein Gegenüber bzw. die ihm gegenüberstehende Gruppe bilden die kommunikative Konstellation. Eine persönliche Bekanntschaft kann, muss aber nicht vorhanden sein. Der Hämiker ist seinem Gegenüber zunächst gleichgestellt oder unterlegen, jedoch niemals überlegen. Mit dem Einsatz der Häme möchte er sich über sein Gegenüber stellen. Zwischen den Personen herrscht ein Spannungsverhältnis. Dieses kann durch sich unterscheidende Meinungen, Haltungen (z. B. politische Anschauungen) oder Aussagen entstehen.
Die Anwesenheit eines Publikums verstärkt die Wirkung der Häme, ist aber keine notwendige Bedingung. Auch mediale Kanäle wie Facebook, Twitter oder YouTube können die Konstellation herstellen und als kommunikativer Zugang dienen.

### Akt der Häme
Um Häme ausüben zu können, muss zunächst ein Schadensfall (z. B. Unglücksfall, Verletzung, Missgeschick) beim Gegenüber eintreten. Dieser tritt ohne das Zutun des hämischen Orators ein. Der Schadensfall steht im Zusammenhang mit dem Spannungsverhältnis zwischen den beiden und stützt die Meinung des Hämikers. Ziel des hämischen Aktes ist die gefühlte Erhöhung der Machtposition des Hämikers auf Kosten des Gegenübers.

## Psychologische Bedingungen
Wenn eine andere Person einen Schadensfall erleidet, reagieren Menschen entweder mit Mitleid oder mit Schadenfreude, die eine Emotion ist. Diese manifestiert sich in bestimmten Situationen als Häme. Im Gegensatz zu Mitleid wird Schadenfreude nur empfunden und Häme kommuniziert, wenn der Schadensfall als verdient angesehen wird. Dies ist der Fall, wenn das Gegenüber dem Orator sozial oder in bestimmten Situationen überlegen ist. Wenn sich Menschen sozial vergleichen, ist im Gehirn der anteriore zinguläre Kortex aktiviert. Dies führt zur Empfindung von Neid, der somit auch eine Rolle bei der Äußerung von Häme spielt. Wenn aber dem Gegenüber Unglück widerfährt und dies dazu beiträgt, dass die Ungleichheit zwischen der zu Schaden gekommenen Person und dem Hämiker verringert wird, wird Freude empfunden. Dabei werden im Gehirn das ventrale Striatum und der mediale Orbitofrontalkortex aktiviert, die Teil des Belohnungssystems sind.

## Interaktionsraum
Neben dem persönlichen Gespräch findet die Häme vor allem in sozialen Medien und in den Kommentaren von Artikel in Online-Zeitungen Anwendung. Im Internet bietet die vermeintliche Anonymität in Kombination mit der inflationären Shitstorm-Kultur die optimale Voraussetzung für die Äußerung von Häme. Durch die Kommentarfunktion und die Möglichkeit der Anonymität sinkt die Hemmschwelle zur Anwendung der Häme. Hier gilt es allerdings den Sprechakt vom Kommunikationsverfahren, das ein höheres strategisches Ziel verfolgt, abzugrenzen. Bei der Anwendung von Häme in sozialen Medien sind auch die Reichweite und das Publikum ein entscheidender Faktor für deren Wirkung.

## Häme als literarisches Verfahren
Auch der Gebrauch der Häme als literarisches Verfahren deckt sich nicht mit ihrem Gebrauch als Kommunikationsverfahren. Wie bei Schopenhauer geht es hierbei zwar auch in der Literatur um Selbsterhöhung, jedoch wird nicht zwangsweise ein argumentum ad personam angeführt. „Seine Bosheit ist versteckt […], denn der offene Angriff im Argument würde eingehen auf den (ethischen oder lyrischen) Ernst des Gegners und dessen Anliegen akzeptieren, doch der Ernst ist […] nicht zu halten. Wo alles Interesse ist, gibt es nur eine einzige Form der Überhöhung – die Häme.“ Der deutliche Unterschied literarischer Häme zum selbigen Kommunikationsverfahren zeigt sich in der Nähe zur Kritik. Häme ist hier oft ein selbstreflexives Instrument, um Kritik auf einem unkonventionellen, womöglich sogar unterhaltenden, Weg zu äußern: Häme „verschafft allein dem, dem man nichts vormachen könne, die moralische Überlegenheit. Damit ist ihr Quell persönlich und liegt in der bitteren Einsicht, man sei selbst nicht anders. Diese Einsicht erst, die trotz der politischen Entscheidung bleibt und ihr jenen unheimlichen Abgrund gibt, läßt [sic!] Kritik zur Häme werden, in der der persönliche Stachel weiterwirkt. […] Die Häme wird stets recht haben, je nach Situation. Sie ist ein situatives Instrument, ihre Beständigkeit erzielt sie auf Kosten eines positiven Ich, oder […] auf Kosten der Authentizität.“
Somit bedarf es für Häme als ein literarisches Verfahren weder der Schadenfreude noch des Sadismus. Besserwisserei kann bei ihr zwar mitschwingen, sie ist jedoch nicht konstitutiv.

## Häme als Spiel
Das Ausspielen von Häme findet sich als Spielgedanke schon im Kinderspiel. Im Spiel wird spannende Wirklichkeit gestaltet, werden Möglichkeiten ausprobiert, wird die Reaktion der andern getestet, Spaß und Spott inszeniert. Dazu gehört auch das Ausleben des Vergnügens, jemanden spielerisch hereinzulegen. Die Bildergeschichten des humoristischen Dichters und Zeichners Wilhelm Busch liefern dazu, etwa in den fantasievollen  Streichen von Max und Moritz, anschauliche Beispiele. In der respektlosen verbalen Herausforderung „He, heraus! Du Ziegen-Böck! Schneider, Schneider, meck, meck, meck!“ zeigt sich gleichzeitig eine Missachtung des Hämeopfers.

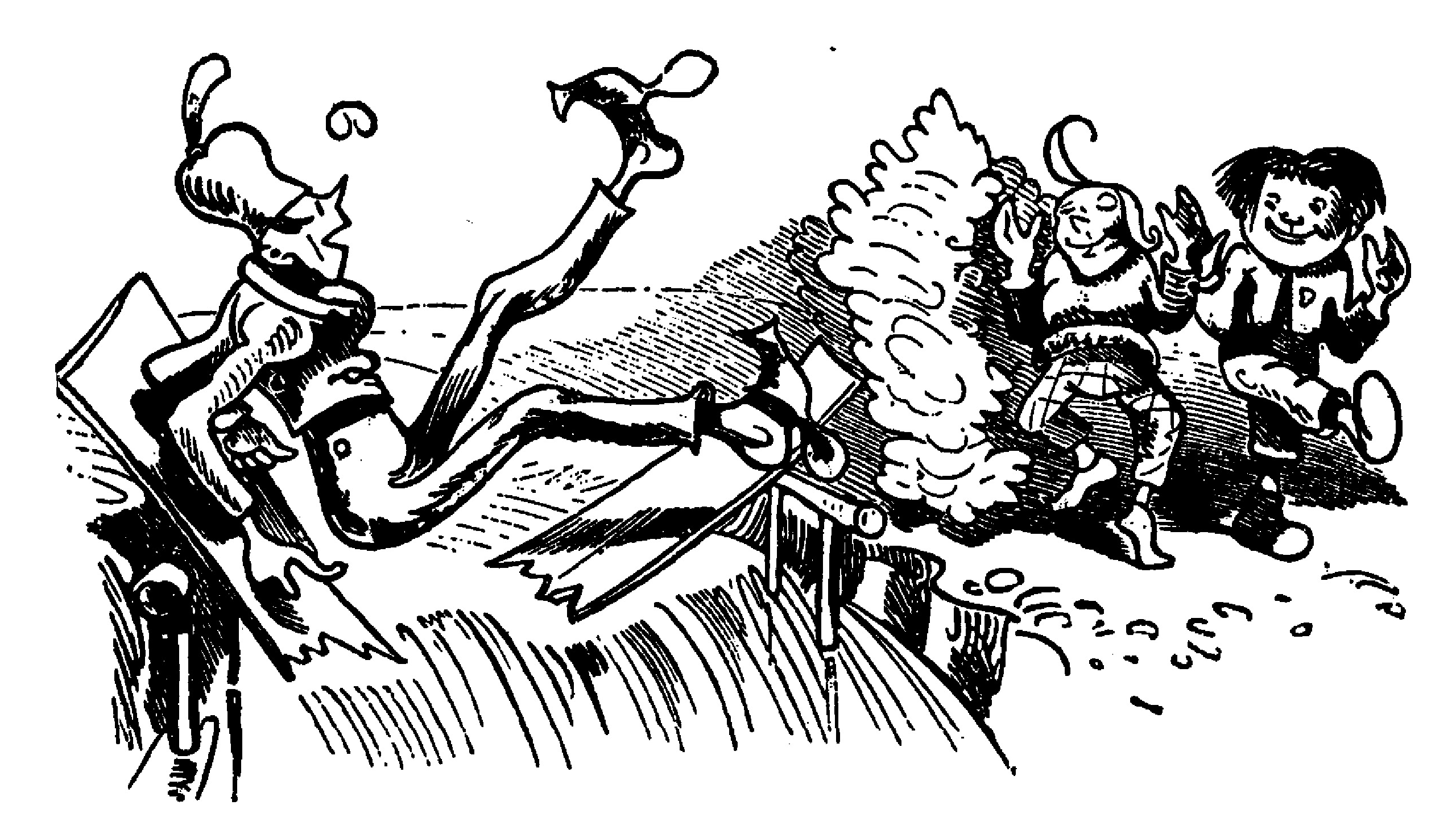
Wilhelm Busch: Max und Moritz. Hämespiel mit Schneidermeister Böck

Wegen der Bloßstellung von Mitspielern gehören die sogenannten Hämespiele allerdings zu den spielpsychologisch kritisch beurteilten Spielformen, denn dem Triumph der gelungenen Täuschung auf der Seite der Spielmacher steht auf der Seite der Betroffenen oft das Gefühl einer Erniedrigung gegenüber.
Ein typisches Beispiel für diese Spielgattung ist das alte Straßenspiel „Die fliehende Geldbörse“, bei dem der vermeintlich glückliche Fund sich als ein übler Scherz entpuppt. Das alte Kinderspiel vom „Gänsedieb“, bei dem ein Kind in einem rituellen Kreisspiel als „Gänsedieb“ angeprangert wird, den kein Mensch mehr lieb hat, erweist sich für die betroffenen Kinder oft als kaum erträglich. Der vor einem Millionenpublikum verbal herabwürdigend vollzogene Hinauswurf aus dem Spiel in der Fernsehsendung „Der Schwächste fliegt“ trieb selbst den betroffenen erwachsenen Spielteilnehmern die Tränen in die Augen.
Hämespiele sind vor allem im freien (ungelenkten und unbeaufsichtigten) Kinderspiel beliebt. Im pädagogischen Rahmen erfahren sie wegen der hohen Verletzbarkeit und der entsprechenden Produktion von Spielverdruss einer behutsamen Begleitung und methodischen Gestaltung durch spielerfahrene Erwachsene. Als positive Effekte dieser Spielformen nennen die Spielwissenschaftler Warwitz/Rudolf einerseits das Erlernen von Frustrationstoleranz, d. h. eine Stabilisierung der Ich-Identität über die Verbesserung der seelischen Belastbarkeit, und die daraus erwachsende Möglichkeit, auch über sich selbst einmal lachen zu können. Auf der anderen Seite sehen sie in der Metareflexion die Chance einer sozialen Sensibilisierung für die bei den Mitspielenden ausgelösten Gefühle. Auch Wygotsky betont die Bedeutung der Nutzung des ganzen Spektrums der Spielformen für die psychische Entwicklung des Kindes.